# Monochamus mbai
Monochamus mbai är en skalbaggsart som beskrevs av Pierre Lepesme och Stefan von Breuning 1953. Monochamus mbai ingår i släktet Monochamus och familjen långhorningar. Inga underarter finns listade i Catalogue of Life.